# 台湾民主自治同盟江西省委员会
台湾民主自治同盟江西省委员会，简称台盟江西省委、江西台盟，是台湾民主自治同盟在江西省的地方组织。